# Swing (musique)
Pour les articles homonymes, voir Swing.
Sous-genres
Swing revival
Genres associés
Electro swing
Le swing est un genre musical et une danse qui tire ses racines du jazz. Selon certains auteurs, le swing accompagne toute l'histoire du jazz ; pour d'autres, comme André Hodeir, il est devenu un courant musical du jazz qui prend son essor au milieu des années 1920 et va jusqu'à l'avènement du bebop dans les années 1940. Par extension, ce courant est également appelé « ère des big bands », « époque du swing » ou tout simplement « swing ».
Le début de la crise économique américaine de 1929 permet à des orchestres et groupes du genre d'émerger dans les années 1930. Soutenus par la danse, ils sont en très grande partie reliés au divertissement américain de cette ère. Des danses très connues, telles que le black bottom, le charleston (promu par Joséphine Baker), ainsi que le varsity drag, prennent de nouvelles formes, comme le shag, le lindy hop, le big apple, le truckin’ et le little peach. Tandis que les chaînes de radio émettaient principalement du jazz dans les foyers, la musique écoutée par les gens était surtout dominée par le jazz. Quant aux orchestres, ils étaient conduits par Ben Bernie, Isham Jones, Vincent Lopez, Paul Whiteman et plusieurs autres. La musique qu’ils produisaient se caractérisait par la danse.

## Analyse et histoire

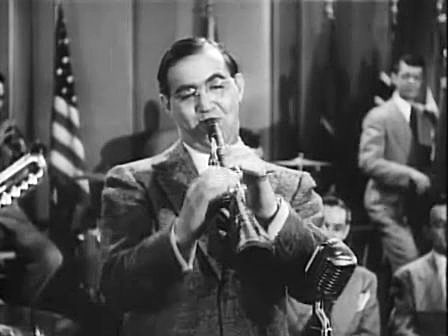
Benny Goodman.

Le swing se développe dans les années 1930,. Il représente l'âge d'or des big bands, dont les plus célèbres sont ceux de Duke Ellington, de Count Basie, de Benny Goodman, d'Artie Shaw ou encore de Harry James.
Les années 1920 sont vues comme le boom du jazz. Jusque dans les années 1930, plus ou moins, la musique jazz était essentiellement conçue et écoutée par les noirs américains. Avec l'apparition du swing, le jazz est rapidement devenu plus célèbre qu’il ne l'avait jamais été auparavant. Cette époque authentique, appelée « l'ère du swing », n’aura été que de très courte durée, soit du milieu des années 1930 jusqu'au début des années 1940. Mais le swing ne peut pas être considéré comme du jazz. Il contient certes, plusieurs éléments de celui-ci, mais il est également un mélange de musique dansante et de chansons connues, avec beaucoup d'accentuation sur le rythme de manière à faire « swinguer » la musique. C'est vite devenu la traduction d'un état d'esprit, celui d'une émancipation festive, d'après-guerre (surtout dans les années 1950), observable dans certains cabarets jazz de Harlem, ou de Louisiane, comme dans les caves de Saint-Germain-des-Prés, « temple du swing » (exempt de connotation raciale, et chères à Boris Vian et aux existentialistes), avec le bebop préfigurant l'attitude et la danse rock 'n' roll, (à la place de la valse musette et de la java alors plus conservatrices, moins « branchées »). Partant de là, le swing devient alors plus universel. 
Ce genre musical, ainsi que toutes ses caractéristiques et sa structure instrumentale qui l'accompagnent, ne peut être jouée ou improvisée par une seule personne à la fois. Elle ne peut être interprétée que par un groupe de plusieurs musiciens. Et, avant même la démocratisation du vinyle, elle ne s'exprimait qu'en « spectacle vivant » devant un public empathique (qui « tapait du pied », selon l'expression consacrée). Les phrases peuvent sembler très jazz, en plus des parties largement improvisées.
D'un point de vue technique, s'appuyant sur le caractère rythmique constant du jazz, il consiste d'une part, dans une mesure à deux temps ou quatre temps, à accentuer les temps faibles, et d'autre part à substituer systématiquement à toute formule rythmique binaire une formule ternaire « balancée » (en anglais : shuffle, une formule rythmique également appliquée dans le blues). Ainsi, à une succession de deux croches, on substitue la première et la troisième croche d'un triolet. Cependant, cette explication est simplifiée ; en effet, d'après le chercheur Anders Friberg, le taux de modification du rapport entre deux croches (ou swing ratio) varie selon le tempo : si le rapport est bien comparable à celui d'un triolet autour d'un tempo de vivace, il devient de plus en plus binaire à un tempo plus élevé. De même, lorsque le tempo est moins rapide, le rapport ressemble davantage à celui d'une croche pointée suivie d'une double croche.
En définitive, cet élément fondamental du jazz classique se rapporte à la pulsation. Fondée sur la syncope qui confère souplesse et rebondissement à la section rythmique, elle permet au soliste et aux ensembles orchestraux « par une parfaite mise en place des valeurs » de produire ce phénomène de l'ordre de la sensation pure et donc difficile à noter. L'accentuation forte ou faible du contretemps participe aussi de ce processus de création d'une ambiance faite pour la danse. Avec la révolution du bebop structuré autour d'une conception harmonique novatrice et le cool qui revisite la fonction esthétique même du jazz, le swing réexamine ses concepts de base pour s'intégrer dans un cadre où il devient un partenaire présent mais discret pour les auditeurs, la mise en place des valeurs évoquées ci-dessus (articulation des phrases musicales, mise en place des notes par rapport à la mesure, accentuations) pouvant être différentes, voire inversées. Les musiques évoluées qui se réclament du jazz depuis les années 1970, après le free jazz, ne se fondent plus, sauf exception, sur ces principes et le terme swing est peu usité et évoque plutôt un climat musical.

### Big bands

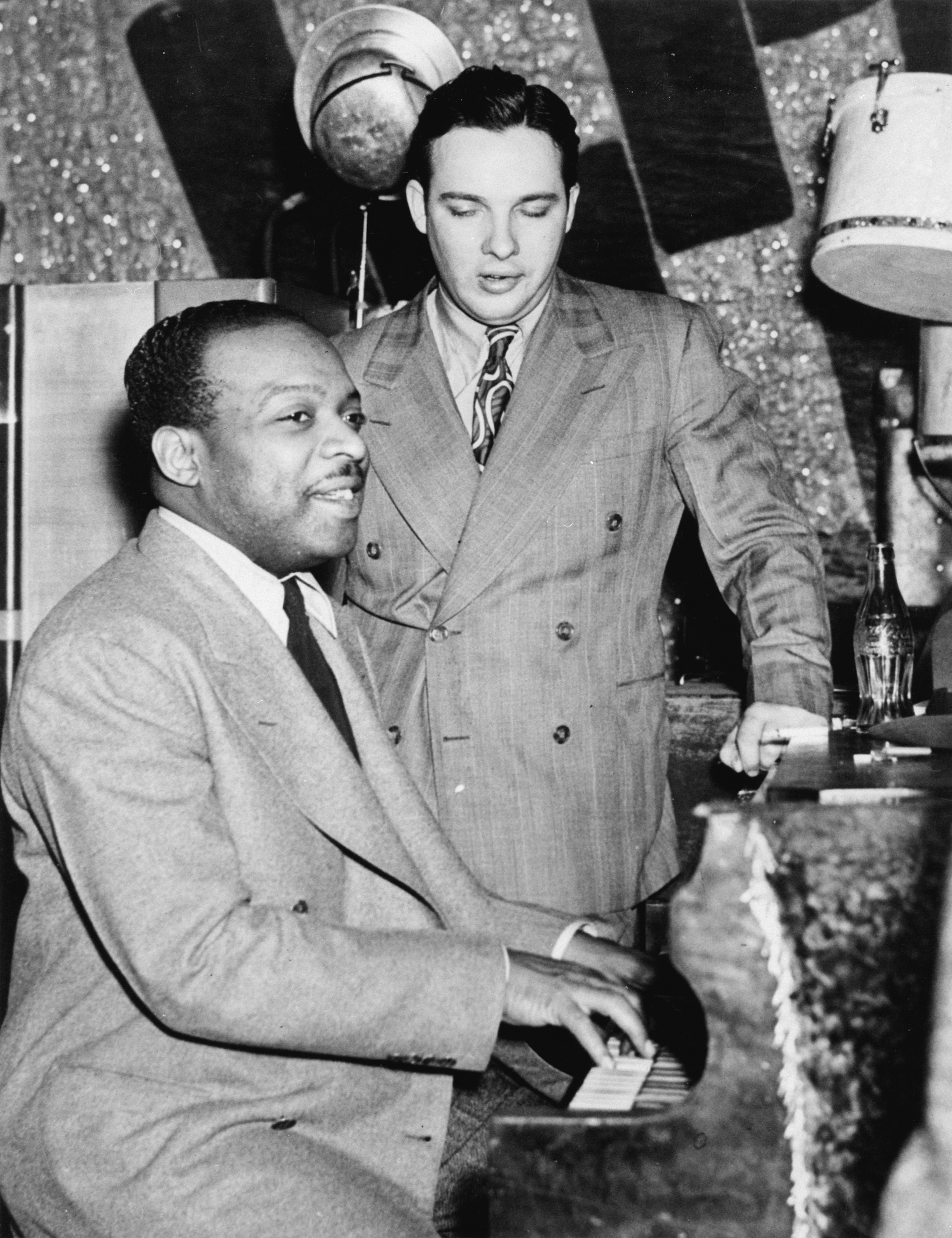
Count Basie, Bob Crosby, au Howard Theatre de Washington, en 1941.

La crise économique américaine de 1929 (Grande Dépression) a été un coup dur pour l'industrie musicale. La majorité des musiciens qui étaient alors syndiqués ne peuvent plus travailler. Paul Whiteman, une des célébrités les plus populaires du jazz des années 1920, se voit obligé de renvoyer une partie non négligeable de son groupe. Il faudra quelques années aux groupes, aux labels de disques et aux compagnies de radio pour réussir à trouver une façon de résoudre ce problème. En dépit de la Grande Dépression, quelques musiciens ont pu tenir le coup, et un petit nombre de nouveaux groupes sont apparus. Pour la plus grande partie de ces groupes, un nom leur a été attribué : celui de sweet bands. Leur genre musical était assez simple, relaxante, et idéalement jouée en arrière-plan durant les soirées de danses en groupes raffinées et civilisées. Cette musique calme au rythme entraînant était aussi parfaite pour les entretiens autour d'un bon repas. Ces chanteurs crooners consolaient les gens grâce à leurs paroles qui traitaient de l'amour qui en fin de compte, réussirait à tout vaincre. Les sweet bands des années 1930 – Larry Clinton, Eddie Duchin, Shep Fields and His Rippling Rhythm, Sammy Kaye, Hal Kemp, Guy Lombardo and His Royal Canadians, Fred Waring and His Pennsylvanians, et plusieurs autres – ont séduit un très grand nombre d'auditeurs et vendu beaucoup de disques.
Le swing désigne aussi, d'un point de vue historique, l'ère swing, c'est-à-dire la période allant de 1930 à 1945. Cette période faste est illustrée par les big bands « blancs » comme celui de Benny Goodman surnommé « le roi du swing », Glenn Miller, Gene Krupa et les orchestres « noirs » tels ceux de Duke Ellington, Count Basie, Chick Webb, Jimmie Lunceford. Ces différents orchestres emblématiques du phénomène swing surent allier avec efficacité perfection de la mise en place, décontraction de l'énoncé et équilibre entre pulsion vitale, chaleur d'expression, maîtrise instrumentale et imagination mélodique.
Alors que les sweet bands amusent le public et les danseurs expérimentés lors de réceptions, une autre catégorie d'orchestres attire l'attention des spectateurs et journalistes. Bien qu'il fût impossible de les catégoriser, ils ont su se différencier des autres en jouant des morceaux plus rapides, insistant sur le rythme, les chants en solo, ainsi qu'une musique encore plus entraînante enracinée dans les fondements du jazz. Ils avaient une manière d'inciter leurs auditoires à se tenir debout et à se laisser aller dans la danse, mais pas seulement sur des rythmes connus. En 1935, Benny Goodman et son orchestre font leur apparition avec des spectacles partout à travers le pays, ainsi qu'un enchaînement de plusieurs émissions de radio, Let's Dance, emportant avec eux les nouvelles sonorités du big band de la musique swing américaine. Leur grande popularité permet à d’autres groupes de se faire découvrir. Cette musique très syncopée et dynamique ouvre les portes à beaucoup de nouveaux styles de danses. Fletcher Henderson et son orchestre ont également apporté beaucoup à la musique des années 1930, de même que Paul Whiteman, qui a embauché divers virtuoses du jazz des années 1920.
Dans ses compositions, Fletcher Henderson divisait son groupe en plusieurs parties. Il aimait également se servir du style « appel et réponse » parmi ses instrumentistes, avec des solos entre ces parties. Benny Goodman aimait utiliser le style de Henderson au sein de son groupe, juste avant de devenir populaire. Ce fut donc les caractéristiques sonores de Henderson que Goodman a fait connaître et qui ont aussi été reproduites par beaucoup d’autres. Duke Ellington conduisait un orchestre de danse au Harlem’s Cotton Club, à partir de 1927 jusqu’en 1931, qui s’est transformé avec le temps en un groupe de musique swing. Auparavant, en 1924, le clarinettiste Sidney Bechet, pionnier du genre, avait rejoint le groupe de Duke Ellington pour commencer la deuxième tournée en Nouvelle-Angleterre (mais avait été renvoyé au bout de trois mois pour cause d'absentéisme), en laissant la marque de son inspiration swingueuse. Le chef d'orchestre suisse Ernest Ansermet écrivait à propos de Bechet : « (Il) ne peut rien dire de son art, sauf qu'il suit sa propre voie… et c'est peut-être la route sur laquelle le monde entier swinguera dans l'avenir »[réf. nécessaire].
Ce style naissant, avec ces chefs d’orchestre, qui pour la plupart étaient des Noirs, et par conséquent étrangers auprès du grand public, avait trouvé une nouvelle méthode bien reçue par les gens qui, ennuyés par les sweet bands, recherchaient quelque chose de nouveau dans leur vie. Au fur et à mesure que le monde entendait parler d’eux, la curiosité ne cessait d’augmenter et l'attention se tournait vers eux de plus en plus.

### Black bands
Au cours des années 1920 et 1930, un bon nombre de groupes de musiciens noirs se tournent vers un nouveau genre musical. La majorité des labels pensent que tous ces groupes n'attirent plus, et leur portent donc moins d'attention. Ils réaliseront en fait que le public blanc montrait un intérêt assez particulier pour ce genre musical. Avec l'arrivée des années 1930, une grande partie du public connaissait déjà énormément de groupes, tant noirs que blancs. En raison de la ségrégation, le public avait moins accès à la musique noire. En effet, presque tous les clubs divisaient scrupuleusement les races, et bon nombre de chaînes radio refusaient de diffuser de la musique noire sur leurs ondes. Les possibilités pour eux de jouer devant un public blanc étaient moindres. Certains de ces groupes n'ont pu se faire connaître qu'à la fin des années 1930.
En dépit du racisme et de la ségrégation, des bruits circulaient un peu partout au sujet d'un autre genre musical sur lequel il était facile de danser. Son nombre d'auditeurs ne cessait de s'accroître. Ces groupes allaient jouer d'un club à l'autre, et d'une réception à l'autre. Ils se retrouvaient un peu partout dans le pays, allant partout où ils étaient demandé. Un grand nombre de groupes comme ceux-ci se promenaient et se préparaient à se produire pour des nuits entières. En manque de sommeil, les musiciens se devaient de ranger leurs instruments pour repartir le lendemain. Certains artistes noirs se joignaient à eux de temps en temps. Éprouvant une grande difficulté à décrocher des ententes avec les meilleures entreprises musicales, et forcés à se donner en spectacle dans les endroits les moins attirants et les plus dangereux, ces musiciens ont persisté, sans même s’attendre à être rémunérés ou renommés. C’est alors que des orchestres de musiciens blancs ont pris en considération le talent et les idées musicales de leurs complices, et ont essayé d’ajouter ces caractéristiques à leurs compositions et leurs performances.
Pratiquement chaque personne s’intéressait à la musique swing, et se procurait les disques de leurs artistes préférés. Ils allaient même les voir jouer en direct et une quantité imposante d’admirateurs se retrouvaient sur la plate-forme pour danser. En effet, la musique des années 1930 était généralement jouée pour la danse. En plus d’être entraînant, le swing mettait l’accent sur la mélodie, qui était facile à fredonner, siffler et chantonner.

### Western swing

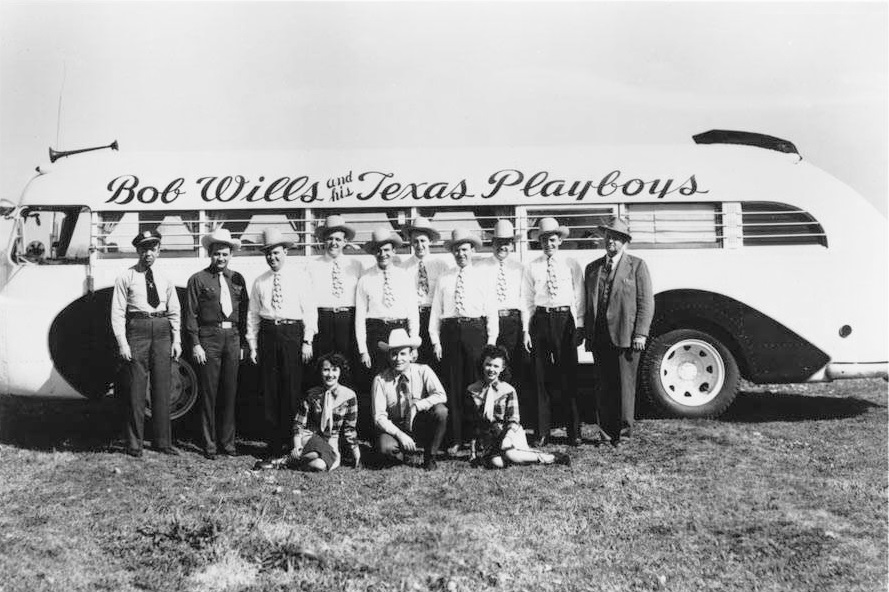
Bob Wills Texas Playboys (Photo de Publicité).

Le western swing est en quelque sorte un résultat de la musique country. Il s’est développé à la suite de cette grande mode qu’était le swing et qui a tant distingué les tendances de la musique de cette époque. Généralement, cette expression ne se rapporte qu’à un seul groupe, Bob Wills and His Texas Playboys, même si plusieurs autres artistes venant de l’ouest et de l’est des États-Unis, notamment l’Oklahoma et le Texas, ont essayé de copier ce genre de musique. Bob Wills a implanté la plupart des particularités données à cette forme, mais d’autres groupes ont tenté de faire comme lui, comme The High Flyers, The Tune Wranglers, The Oklahoma Playboys et The Cowboy Ramblers. Parfois surnommée « Hillbilly », « oki jazz », « country swing » et « Texas swing », ce style est un assortiment du big band, du jazz, du blues ainsi que des guitares et violons habituels du country, avec bien sûr, des chanteurs. Au tout début, le nom de «swing» ne faisait pas encore partie des expressions connues, les gens les surnommaient donc les « hot string bands ». Mais d’une façon quelconque cette musique s’est révélée irrésistible pour le monde de la danse. En dépit de son surnom, le genre est demeuré une musique provinciale ; pas beaucoup de gens au-dehors de ces régions les connaissaient bien. Wills et tous ces autres musiciens sont partiellement restés dans l’ombre.
Il y a tout de même un bon nombre de groupes – avec des musiciens à cordes comme des guitares et des violons – qui se déplaçaient à travers la région. Ces groupes recouvraient une région spécifique et jouaient des nuits entières sans fin dans différentes communautés et soirées dansantes. Comme les entreprises regardaient leur musique comme une musique provinciale ou territoriale, sans trop d’attirance, ces groupes ne signaient que rarement des ententes avec elles. Et lorsqu'ils en avaient, les entreprises ne les présentaient qu’à des auditoires très limités. Dans un langage de vente, le western swing et toute sa variété de styles étaient assignés à un genre de musique qui n’avait pas beaucoup d’avancement ni de progression au sein de l'industrie.[pas clair]
The Light Crust Doughboys, surnommés de cette façon par leur promoteur de radio, peuvent être perçus comme des précurseurs de ce genre, qui ont beaucoup dominé sur le marché et ont servi d’exemple pour les autres artistes des années 1930. Ils se donnaient en spectacle à Fort Worth, au Texas, avec nul autre que Bob Wills au violon et le chanteur Milton Brown. En incorporant des styles de plusieurs danses, comme le fox trot, ils sont rapidement devenus célèbres, en conduisant les autres à faire précisément la même chose qu’eux.

### Années 1940—1950
Peu après le début de la seconde Guerre mondiale, on entre dans l'époque tardive du swing, dont Stan Brenders est un des représentants. Les big bands règnent alors sur la scène musicale. Le public cherche à se divertir par la musique, à tel point que les lieux doivent préparer leurs soirées bien à l'avance, car les groupes sont très demandés. Les musiciens en profitent pour signer des engagements bien avant leurs prestations. Très inquiets, ils préfèrent fonctionner de cette manière, étant donné des circonstances dans lesquelles ils doivent se déplacer. Et de fait, certains artistes y ont perdu la vie.
La majorité des hommes étant partis à la guerre, on manque énormément de musiciens pour jouer dans les orchestres, ce qui permet aux femmes de se faire une place, comme Elizabeth Rogers avec le groupe de cuivres de Woody Herman. D’autres groupes ont également voulu s'adjoindre plus d'instruments à cordes, car bon nombre de femmes avaient l'expérience nécessaire. Il y eut même, durant la guerre, de nombreux groupes féminins interprétant devant des militaires. La musique dansante très en vogue, associée à l’insuffisance de musiciens de sexe masculin, favorise les femmes, qui font découvrir leur talent pour le swing lors de tournées de concerts.
Après les années 1940, la musique swing bifurque sur trois voies distinctes. L’une combine swing et musique populaire, comme avec la chanson I've Got You Under My Skin de Frank Sinatra. On voit aussi un prolongement jazz, avec plusieurs chanteurs comme Billie Holiday, Sarah Vaughan et Joe Williams. Et enfin un autre style mélange blues et jazz. Ce dernier prend deux aspects opposés : d'un côté, la création des groupes de blues électrique, et de l'autre l’établissement des jump bands.

### Jump bands
À la fin des années 1940, les jump bands jouent les notions les plus compréhensibles du swing, mais de manière amplifiée et simplifiée. La meilleure façon de distinguer les jump bands d'avec les big bands de l’époque est que les premiers déploient un chanteur principal, un nombre restreint d’instruments et emploient des syncopes. Les jump bands conservaient, tout en l'amplifiant par un rythme énergique, le tempo du swing, tout en accentuant fortement ses syncopes. Ils s’appuyaient aussi beaucoup sur les motifs musicaux, autant au début du morceau que dans les parties solos. Ces groupes comptaient généralement moins d’instrumentistes que ceux qui les précédaient, dans l'économie chancelante de l'après-guerre. Ils n’avaient habituellement qu’un seul chanteur, une section rythmique et un saxophone, même si certains d’entre eux affichaient plus d’instruments que d’autres, trompettes par exemple. Les jump bands font, dans les années 1950, le lien entre swing et rock 'n' roll.
Après la fin des hostilités en 1945, le genre musical swing ne cesse de se répandre. Les musiciens qui avaient dû quitter leur pays pouvaient maintenant rentrer chez eux pour s’adonner à leur passion. De nombreuses opportunités s'offraient, car le nombre de discothèques et dancings ne cessait d’augmenter. Les amateurs de swing s'y distrayaient et dansaient sur les orchestres à l'ancienne et y découvraient des formations plus modernes, dont le nombre continuait de grandir.

## Musiciens notables

### Chefs d'orchestre
- Artie Shaw
- Bennie Moten
- Benny Goodman
- Cab Calloway
- Chick Webb
- Count Basie
- Duke Ellington
- Earl Hines
- Eddie DeLange
- Fletcher Henderson
- Jimmie Lunceford
- Stan Brenders

### Musiciens
- Louis Armstrong (trompette)
- Stan Brenders (piano)
- Don Byas (saxophone)
- Harry Carney (saxophone)
- Charlie Christian (guitare)
- Bill Coleman (trompette), (bugle)
- Ella Fitzgerald (chant)
- Lionel Hampton (vibraphone)
- Coleman Hawkins (saxophone)
- Johnny Hodges (saxophone)
- Billie Holiday (chant)
- Freddie Green (guitare)
- Jo Jones (batterie)
- Thad Jones (trompette)
- Gene Krupa (batterie)
- Bubber Miley (trompette)
- Buddy Tate (saxophone)
- Art Tatum (piano)
- Juan Tizol (trombone)
- Fats Waller (piano)
- Ben Webster (saxophone)
- Cootie Williams (trompette)
- Teddy Wilson (piano)
- Lester Young (saxophone)
- Django Reinhardt (guitare)